# یواس‌اس کریتاک (ای‌وی-۷)
یواس‌اس کریتاک (ای‌وی-۷) (به انگلیسی: USS Currituck (AV-7)) یک کشتی بود که طول آن ۵۴۰ فوت ۵ اینچ (۱۶۴٫۷۲ متر) بود. این کشتی در سال ۱۹۴۳ ساخته شد.